# Alexandra Asimaki
Alexandra Asimaki (griechisch Αλεξάνδρα Ασημάκη; * 28. Juni 1988 in Athen) ist eine ehemalige griechische Wasserballspielerin, die für ihr Land an zwei Olympischen Sommerspielen teilnahm und anschließend als Trainerin arbeitete.

## Leben und Karriere
Alexandra Asimaki wuchs in Alimos auf, wo sie auch zur Schule ging. Sie begann schon mit fünf Jahren, motiviert durch ihren älteren Bruder, regelmäßig im Schwimmbad zu schwimmen. Mit dreizehn Jahren wurde sie Mitglied einer Wasserballmannschaft. Sie nahm bei Spielen die Position eines Central Forward (zentrale Stürmerin) ein. Ihre Karriere begann sie bei der Mannschaft Olympiakos, spielte auch für den Naftikos Omilos Voulagmenis, für die spanische Mannschaft CN Alcorcón und für das griechische Frauennationalteam. Mit ihren Mannschaften konnte sie mehrfach bei europäischen und griechischen Turnieren gewinnen. 2007 gewann sie mit dem CN Alcorcón den Pokal Spaniens. Insgesamt elfmal wurde sie griechische Meisterin (2005, 2006, 2010, 2012, 2013, 2015, 2016, 2017, 2018, 2019, 2020), zweimal gewann sie mit ihrem Team den Griechenlandpokal (2018, 2020), dreimal den Supercup Europas (2009, 2010, 2015) und dreimal die Europaleague (2009, 2010, 2015). In der griechischen Nationalmannschaft war sie Kapitänin.
Alexandra Asimaki war Mitglied der griechischen Frauenwasserballmannschaft, die 2018 bei den Mittelmeerspielen die Bronzemedaille gewann, nachdem sie Frankreich 15:5 besiegt hatte.
2008 nahm sie erstmals an Olympischen Sommerspielen in Peking teil, bei denen sie mit ihrem Team in der Gruppenphase auf Platz acht ausschied. Ihr nächstes olympisches Turnier war 16 Jahre später: 2024 bei den Olympischen Sommerspielen von Paris, bei denen sie mit ihrem Team Platz sieben erreichte. Vorher hatte sich das griechische Team mit ihrer Hilfe durch die Bronzemedaille bei den Europameisterschaften von Eindhoven für die Olympiade qualifiziert, indem es Italien im Kampf um den dritten Platz mit 7:6 besiegte. Alexandra Asimaki war die einzige Wasserballspielerin der griechischen Nationalmannschaft, die bereits 2008 für Griechenland in einer Olympiade gespielt hatte.
In den Jahren 2010 und 2012 konnte sie mit der griechischen Mannschaft bei den Europameisterschaften jeweils die Silbermedaille erringen. Das Jahr 2011 wurde zum Höhepunkt ihrer Karriere: Sie gewann die Goldmedaille bei den Weltmeisterschaften als Teil der Wasserballmannschaft Griechenlands in Shanghai, nachdem ihre Mannschaft China im Finale mit 9:8 besiegt hatte. 2018 konnte sie abermals in Barcelona bei den Europameisterschaften eine Silbermedaille gewinnen. Außerdem gelang ihr bei diesen Europameisterschaften, die Rekordhalterin Griechenlands Antigoni Roubessi zu übertreffen, indem sie 2018 auf 63 Tore bei Europameisterschaften und 502 Tore bei allen Spielen der Nationalmannschaft kam.
Obwohl sie sich 2020, während der COVID-19-Pandemie, aus dem aktiven Sport verabschiedet und eine Familie gegründet hatte, kam sie im Dezember 2023 in die griechische Nationalmannschaft zurück, um auf Einladung der Nationaltrainerin Alexia Kammenou die verletzte Maria Myriokefalitaki zu ersetzen. Mit 36 Jahren nahm sie, inzwischen als Mutter einer dreijährigen Tochter und nach einer schweren Operation, abermals an Olympischen Sommerspielen teil.
Alexandra Asimaki lebt in Alimos, ist verheiratet mit dem Unternehmer Giannis Zouboulidis und hat eine Tochter. Sie studierte Jura und arbeitet seit 2021 als Wasserballtrainerin bei Olympiakos Alimou, einer Sporteinrichtung, die von ihrem Mann aufgebaut wurde. In den Medien wird sie auch als „Königin des griechischen Wasserballs“ (Η «Βασίλισσα» της ελληνικής υδατοσφαίρισης) betitelt.

## Auszeichnungen
2011 wurde Alexandra Asimaki von der europäischen Organisation LEN (Ligue Européenne de Natation) zur besten Wasserballspielerin Europas gekrönt. Im selben Jahr erhielt sie außerdem den Titel „Most Valuable Player (MVP) of the 2011 World Championship“ und auch den der besten Wasserballspielerin der Welt von der Fédération Internationale de Natation (FINA).